# Férfi egyéni műkorcsolya a 2022-es műkorcsolya- és jégtánc-világbajnokságon
A 2022-es műkorcsolya- és jégtánc-világbajnokságon a férfi egyéni műkorcsolya versenyszámának rövid programját március 24-én, a szabadprogramot pedig két nappal később, március 26-án rendezték meg a montpellier-i Sud de France Arenában.
Az aranyérmet a 24 éves – korábban vb-n kétszer, olimpián pedig egyszer ezüstérmes – japán Uno Sóma nyerte, aki a rövid program után is vezetett, a kűrben pedig több mint 10 ponttal kapott magasabbat, mint az ezüstérmes honfitársa, Kagijama Juma. A dobogó harmadik fokára a rövid program után 6. helyen álló amerikai, Vincent Zhou állhatott fel.
A 17 éves, orosz születésű magyar induló, Vlaszenko Alekszandr elsőként lépett jégre az eredetileg 30, de egy visszalépés miatt végül 29 fős mezőnyben, és aki első felnőtt világversenyén 51,10 pontot kapott, mellyel a 29. helyen végzett. A rövid programban elér eredménye miatt kűrjét a legjobb 24 között már nem mutathatta be.
Az orosz–ukrán háború következtében a Nemzetközi Korcsolyázó Szövetség eltiltotta az orosz és belarusz sportolókat a versenyzéstől.

## Versenynaptár
Az időpont(ok) helyi idő szerint olvashatóak (UTC +01:00):
| Dátum                        | Időpont | Forduló       |
| ---------------------------- | ------- | ------------- |
| 2022. március 24., csütörtök | 11:30   | Rövid program |
| 2022. március 26., szombat   | 10:55   | Szabadprogram |

## Eredmény
| Hely.                                 | Versenyző                    | Nemzet             | ÖP.                        | Rövid program              | Rövid program              | Szabadprogram              | Szabadprogram              |
| Hely.                                 | Versenyző                    | Nemzet             | ÖP.                        | Hely.                      | Pont                       | Hely.                      | Pont                       |
| ------------------------------------- | ---------------------------- | ------------------ | -------------------------- | -------------------------- | -------------------------- | -------------------------- | -------------------------- |
|                                       | Uno Sóma                     | Japán              | 312,48                     | 1.                         | 109,63                     | 1.                         | 202,85                     |
|                                       | Kagijama Juma                | Japán              | 297,60                     | 2.                         | 105,69                     | 2.                         | 191,91                     |
|                                       | Vincent Zhou                 | Egyesült Államok   | 277,38                     | 6.                         | 95,84                      | 4.                         | 181,54                     |
| 4.                                    | Morisi Kvitelashvili         | Grúzia             | 272,03                     | 7.                         | 92,61                      | 5.                         | 179,42                     |
| 5.                                    | Camden Pulkinen              | Egyesült Államok   | 271,69                     | 12.                        | 89,50                      | 3.                         | 182,19                     |
| 6.                                    | Tomono Kazuki                | Japán              | 269,37                     | 3.                         | 101,12                     | 8.                         | 168,25                     |
| 7.                                    | Daniel Grassl                | Olaszország        | 266,66                     | 5.                         | 97,62                      | 7.                         | 169,04                     |
| 8.                                    | Adam Siao Him Fa             | Franciaország      | 266,12                     | 10.                        | 90,97                      | 6.                         | 175,15                     |
| 9.                                    | Ilia Malinin                 | Egyesült Államok   | 263,79                     | 4.                         | 100,16                     | 11.                        | 163,63                     |
| 10.                                   | Matteo Rizzo                 | Olaszország        | 255,75                     | 8.                         | 91,67                      | 10.                        | 164,08                     |
| 11.                                   | Kévin Aymoz                  | Franciaország      | 245,46                     | 15.                        | 85,26                      | 12.                        | 160,20                     |
| 12.                                   | Roman Sadovsky               | Kanada             | 245,36                     | 18.                        | 80,54                      | 9.                         | 164,82                     |
| 13.                                   | Deniss Vasiļjevs             | Lettország         | 243,00                     | 11.                        | 90,95                      | 14.                        | 152,05                     |
| 14.                                   | Keegan Messing               | Kanada             | 235,03                     | 9.                         | 91,18                      | 17.                        | 143,85                     |
| 15.                                   | Mihhail Selevko              | Észtország         | 234,72                     | 20.                        | 78,85                      | 13.                        | 155,87                     |
| 16.                                   | Vlagyimir Litvincev          | Azerbajdzsán       | 233,62                     | 14.                        | 85,83                      | 15.                        | 147,79                     |
| 17.                                   | Maurizio Zandron             | Ausztria           | 228,27                     | 16.                        | 83,10                      | 16.                        | 145,17                     |
| 18.                                   | Lee Si-hyeong                | Dél-Korea          | 225,06                     | 13.                        | 86,35                      | 18.                        | 138,71                     |
| 19.                                   | Nikolaj Majorov              | Svédország         | 216,45                     | 19.                        | 79,36                      | 20.                        | 137,09                     |
| 20.                                   | Graham Newberry              | Egyesült Királyság | 210,40                     | 21.                        | 74,92                      | 21.                        | 135,48                     |
| 21.                                   | Tomàs-Llorenç Guarino Sabaté | Spanyolország      | 208,95                     | 24.                        | 71,42                      | 19.                        | 137,53                     |
| 22.                                   | Nikita Starostin             | Németország        | 205,72                     | 23.                        | 73,79                      | 22.                        | 131,93                     |
| 23.                                   | Ivan Smuratko                | Ukrajna            | 196,65                     | 22.                        | 73,99                      | 23.                        | 122,66                     |
| VL                                    | Cha Jun-hwan                 | Dél-Korea          | –                          | 17.                        | 82,43                      | Visszalépett a versenytől. | Visszalépett a versenytől. |
| Nem jutottak tovább a szabadprogramba |                              |                    |                            |                            |                            |                            |                            |
| 25.                                   | Mark Gorodnitsky             | Izrael             | 69,70                      | 25.                        | 69,70                      | Kiesett                    | Kiesett                    |
| 26.                                   | Adam Hagara                  | Szlovákia          | 60,92                      | 26.                        | 60,92                      | Kiesett                    | Kiesett                    |
| 27.                                   | Vladimir Samoilov            | Lengyelország      | 60,71                      | 27.                        | 60,71                      | Kiesett                    | Kiesett                    |
| 28.                                   | Burak Demirboğa              | Törökország        | 52,86                      | 28.                        | 52,86                      | Kiesett                    | Kiesett                    |
| 29.                                   | Vlaszenko Alekszandr         | Magyarország       | 51,10                      | 29.                        | 51,10                      | Kiesett                    | Kiesett                    |
| VL                                    | Donovan Carrillo             | Mexikó             | Visszalépett a versenytől. | Visszalépett a versenytől. | Visszalépett a versenytől. | Visszalépett a versenytől. | Visszalépett a versenytől. |

____
Magyarázat:
• ÖP = összes pontszám • VL = visszalépett

## Megjegyzés
1. ↑  A dél-koreai Cha Jun-hwan március 26-án, az aznapra tervezett szabadprogram előtt visszalépett a versenytől, mivel gondja akadt a korcsolyájával.[10]
2. ↑  A mexikói Donovan Carrillo néhány órával a rövid program előtt „személyes okokra” hivatkozva visszalépett, mivel csomagja a korcsolyáival nem érkezett meg időben a versenyre.[11]